# José Joaquín Sanjuán Ferrero
José Joaquín Sanjuán Ferrero (Cañada (Alicante), 17 september 1974) is een Spaans componist, muziekpedagoog, dirigent en saxofonist.

## Levensloop
Sanjuán Ferrero op zevenjarige leeftijd kreeg hij eerste muzieklessen aan het Conservatorio de Grado Medio "Ruperto Chapí de Villena onder andere voor saxofoon bij José Luna Martínez en voor piano. Vanaf 1999 studeerde hij aan het Conservatorio Superior de Música "Joaquin Rodrigo" in Valencia onder andere bij Francisco Haro, Miguel Llopis en Asensio Segarra. Tegelijkertijd studeerde hij aan het centrum Allegro te Valencia in uitwisseling met het Royal School Board in Londen onder andere bij Javier de la Vega Garea. Vanaf 2000 studeerde hij aan de Universidad Politécnica de Barcelona en behaalde het diploma van de Curso de Adaptación Pedagógica (CAP). Hij studeerde verder HaFa-directie in Muro de Alcoy bij José Rafael Pascual Vilaplana en bij Adolfo Villalonga, tweede dirigent van het orkest en de Banda Sinfónica de Ibiza y Formentera.
Van 1998 tot 2002 was hij saxofonist bij de Banda Municipal de Elche. Hij is werkzaam als saxofoon-docent aan de escuela "El Sogall" de Castalla. Sanjuán Ferrero is dirigent van de Banda Sinfónica de Unión Musical de Bolbaite en was gast-dirigent van de L´Arranc de les Músiques de Castalla in 2004.
Tegenwoordig is hij docent aan de I.E.S. "Joan Ramis i Ramis" de Mahón (Menorca) en ook dirigent van de Banda Juvenil de Ferreries en de Banda Juvenil de Ciutadella.
Als componist schreef hij verschillende werken voor banda's (harmonieorkesten).

## Composities

### Werken voor banda (harmonieorkest)
- 1996 Excalibur, marcha cristiana
- 1998 Lluis Amat, paso-doble
- 1999 Sahara, fanfarria mora 1999
- 2001 Jerusalem, Terra Santa, marcha cristiana
- 2001 Piratas Jónicas, paso-doble
- 2002 Navarresos, temas populares de Navarra
- 2003 Als Joglars, fanfarria cristiana 2004
- 2004 Arrels Llauradors, marcha cristiana
- 2005 Gizlàn, la rosa de Jaricó, marcha mora
- 2005 Fusta manta i Patilles, paso-doble
- 2006 Corán, marcha mora
- A mi Cañada, paso-doble
- Julián de la Vega, paso-doble

### Muziektheater

#### Balletten
| Voltooid in | titel                | aktes | première | libretto | choreografie |
| ----------- | -------------------- | ----- | -------- | -------- | ------------ |
|             | Inma Cortés de Alcoy |       |          |          |              |

### Kamermuziek
- 2000 Dances Medievals, voor saxofoonkwintet

### Werken voor piano
- 1996 Nocturn